# Freezing
Freezing (en japonés: フリージング) es un manga escrito por Dall-Young Lim e ilustrado por Kwang-Hyun Kim. La serie se enfoca alrededor de una invasión a la Tierra por una fuerza extraterrestre llamada Nova, y una fuerza de la ingeniería genética de mujeres jóvenes llamada Pandoras, y sus compañeros masculinos, llamados Limiters, quienes son creadas para combatir a los Nova. Se centra en Kazuya Aoi, un Limiter cuya hermana mayor fue una Pandora, y Satellizer L. Bridget, una Pandora con una personalidad fría que es conocida como la "Reina Intocable". Ambos son inscritos en la Academia de Genética del Oeste, la cual es una escuela de entrenamiento para Pandoras y Limiters.
Freezing comenzó su serialización en la revista de manga seinen de Kill Time Comunication Comic Valkyrie en la edición de marzo de 2007. El primer volumen tankōbon fue publicado el 17 de octubre de 2010, con un total de 28 volúmenes vendidos hasta el 27 de agosto de 2015 bajo su imprenta Valkyrie Comics. 
El 12 de agosto de 2010, una adaptación a anime producida por A.C.G.T fue anunciada, y se emitieron 12 episodios entre enero y abril de 2011 en AT-X y otros canales. Una segunda temporada del anime titulada Freezing Vibration (フリージング ヴァイブレーション) se estrenó el 4 de octubre de 2013.
Actualmente hay tres series spin-off basadas en el mundo de Freezing siendo publicadas. El primer spin-off, llamado Freezing: First Chronicle (フリージング　ファーストクロニクル), fue serializada de Cómic Valkyrie desde la edición de noviembre de 2011 hasta la edición de marzo de 2012. El segundo spin-off, llamado Freezing: Zero (フリージングZERO), comenzó su serialización en la edición de mayo de 2012 de Cómic Valkyrie. Un tercer spin-off, llamado Freezing Pair Love Stories (フリージング　ペアラブストーリーズ), comenzó su serializacion en la edición de abril de 2013 de Cómic Valkyrie.

## Argumento
En 2065, la Tierra está en medio de una guerra con aliens extra-dimensionales llamados Nova. Los militares desarrollan y entrenan Pandoras (パンドラ), chicas que son capaces de usar tejido genético especial llamado Estigma (聖痕 Seikon) para manifestar habilidades de pelea sobrehumanas y armas. Apoyando a las Pandoras están sus compañeros masculinos llamados Limiters (リミッター Rimittā), que usan el poder especial "freezing" para limitar la movilidad de sus oponentes.
Uno de esos Limiters es Kazuya Aoi, cuya hermana mayor fue una Pandora. Mientras acude a la Academia de Genética del Oeste en Japón, Kazuya conoce a Satellizer L. Bridget, una poderosa Pandora, apodada la Reina Intocable por su ruda personalidad y su intenso miedo a ser tocada. A pesar de las advertencias de sus compañeros de mantenerse alejado de Satellizer, Kazuya se vuelve amigo de ella y le pide ser su Limiter. Después de ayudarla en varias peleas contra rivales de la escuela de varios rangos y clases, Satellizer está de acuerdo con emparejarse con él, pero ella pronto encuentra una rival en el amor llamada Rana Linchen, quien piensa que Kazuya es su compañero del alma. Su rivalidad es puesta a un lado cuando los Novas atacan su escuela usando Pandoras bajo su control para acceder al laboratorio subterráneo de la escuela.
Satellizer y Kazuya se unen a un puñado de los estudiantes de Genética del Oeste en un laboratorio de investigación en Alaska, donde ayudan con el proyecto Evolution Pandora (E-Pandora), el cual le permite a chicas ordinarias obtener trasplantes de Estigmas para convertirse en Pandoras. Cuando una de las E-Pandoras se vuelve loca, los otros se cuestionan si las drogas usadas en los experimentos son seguras, pero son forzados a cumplir con los deseos del director de la corporación. Tras descubrir que ellas son usadas solo hasta que sean reemplazables, la E-Pandora Amelia Evans lidera una rebelión que causa un choque total contra los Nova.
Kazuya aprende más acerca de las conexiones de su familia a las Pandora y los Nova. El abuelo de Kazuya, Gengo Aoi, lanza un proyecto similar, el cual pone a Satellizer y a Rana en un equipo especial con chicas llamadas Valkyries. Pero, durante un ejercicio de demostración con muñecos de Nova con diseño personalizado, las Pandoras experimentan ilusiones, y los muñecos de Novas se vuelven una legión de cientos de Nova que diezma a los Genéticos. Gengo contrarresta esto desatando a las Pandoras Legendarias, que son las tías de Kazuya. El Caballero intenta asesinar a Gengo usando un grupo de convictos llamados Busters, pero la misión falla cuando algunas de las Pandoras Legendarias se convierten en mortales Novas.

## Personajes
Véase Anexo:Personajes de Freezing!

## Terminología
- Pandora: son aquellas mujeres que se encargan de enfrentar a los Novas, teniendo una compatibilidad aceptable de llevar un estigma en su cuerpo, y por lo tanto adquieren ciertas capacidades de batalla. Tienen ventajas, ya que pueden regenerar sus cuerpos si llegan a ser mutilados (con ayuda de cirugía), pueden materializar sus armas y ropas que quieran y cuando quieran, y al parecer su envejecimiento es mucho más lento. Básicamente son como soldados, aunque pueden dejar de ser Pandora cuando lo deseen.

- Limiter: es el papel de compañero que desarrollan los hombres. Su papel es de únicamente apoyo, ya que al no poseer ningún estigma no pueden participar peleando. Pese a que logran realizar una habilidad llamada Freezing, para poder realizarlo debe haber hecho su bautizo con su Pandora y por lo tanto su Ereinbar Set. Una vez que se haga, el Limiter puede hacerlo siempre que esté cerca su Pandora. Un Limiter solo puede tener una Pandora, mientras que esta puede tener varios Limiters e incluso dejarlos. La única excepción a todo lo anterior mencionado es Kazuya Aoi.

- Estigma: es un tejido especial que se adquirió de los Novas, el cual es implantado en la espalda de las mujeres para que adquieren los poderes y puedan pelear y a su vez sus Limiters puedan ayudar. Sin embargo, la excepción es la familia Aoi, cuyos miembros tienen en su propio cuerpo gran cantidad de estigma, incluyendo Kazuya a pesar de ser hombre y por lo tanto gran parte de su linaje tiene poderes fuera de lo normal. Sin embargo, el estigma al ser adquirido por los Novas ocasiona que las Pandoras tengan posibilidad de convertirse en un Nova si llegan a abusar del estigma, marcándose en su pecho como prueba de ello. Si una Pandora muere, siempre se intentará reutilizar su estigma en otra futura candidata, aunque en el manga se presenta que hay varios tipos de estigmas y que constantemente se intenta reproducir más. Solo a las mujeres se les implanta, adquiriendo un cuerpo estigmatizado.

- Bautizo: es la ceremonia donde una Pandora reconoce a un chico como su Limiter oficialmente. Normalmente se inicia cuando la Pandora hace la invitación a su cuarto a su futuro Limiter, llamada "la primera invitación a la habitación". Ahí realzan su vínculo teniendo contacto físico íntimo y finalmente compartiendo un estigma. Cada Pandora tiene su método, pero por ser algo tan íntimo es muy difícil para todas realizarlo (aunque sea la primera vez). No obstante, es necesario para poder realizar el Ereinbar Set.

- Ereinbar Set: es un poder que se puede activar al tener un vínculo especial. Se obtiene al realizar el bautizo que les permite tanto a la Pandora como al Limiter compartir los cinco sentidos, y una vez que se activa le permite al Limiter usar la habilidad Freezing. La ejecución es decisión única de la Pandora, por lo que un Limiter no puede ejecutarlo por su propia cuenta.

## Medios de comunicación

### Manga
Escrito por el autor de manhwa Dall-Young Lim e ilustrado por Kwang-Hyun Kim, Freezing comenzó a serializarse en la revista de manga seinen de Kill Time Communication Comic Valkyrie en la edición de marzo de 2007. El primer volumen tankōbon fue publicado el 26 de octubre de 2007, con un total de 28 volúmenes vendidos hasta el 27 de agosto de 2015 bajo su imprenta Comic Valkyrie. Freezing actualmente se divide en dos partes: la parte 1 la cual va desde el volumen 1 hasta el volumen 14, cubriendo 96 capítulos; y la parte 2, yendo desde el volumen 15 en adelante y actualmente siendo publicado en Cómic Valkyrie. 

#### Volúmenes
| Núm. | Fecha de publicación    | ISBN                                                       |
| ---- | ----------------------- | ---------------------------------------------------------- |
| 1    | 26 de octubre de 2007   | ISBN 978-4-86032-474-2                                     |
| 2    | 30 de abril de 2008     | ISBN 978-4-86032-570-1                                     |
| 3    | 30 de octubre de 2008   | ISBN 978-4-86032-650-0                                     |
| 4    | 10 de abril de 2009     | ISBN 978-4-86032-739-2                                     |
| 5    | 12 de julio de 2009     | ISBN 978-4-86032-787-3                                     |
| 6    | 28 de octubre de 2009   | ISBN 978-4-86032-829-0                                     |
| 7    | 29 de marzo de 2010     | ISBN 978-4-86032-898-6                                     |
| 8    | 25 de agosto de 2010    | ISBN 978-4-86032-964-8                                     |
| 9    | 30 de octubre de 2010   | ISBN 978-4-86032-993-8                                     |
| 10   | 22 de febrero de 2011   | ISBN 978-4-7992-0029-2                                     |
| 11   | 27 de julio de 2011     | ISBN 978-4-7992-0108-4                                     |
| 12   | 27 de octubre de 2011   | ISBN 978-4-7992-0151-0                                     |
| 13   | 29 de febrero de 2012   | ISBN 978-4-7992-0212-8                                     |
| 14   | 27 de abril de 2012     | ISBN 978-4-7992-0243-2 ISBN 978-4-7992-0244-9 (edición CD) |
| 15   | 29 de agosto de 2012    | ISBN 978-4-7992-0303-3                                     |
| 16   | 2 de noviembre de 2012  | ISBN 978-4-7992-0335-4                                     |
| 17   | 29 de enero de 2013     | ISBN 978-4-7992-0377-4                                     |
| 18   | 3 de marzo de 2013      | ISBN 978-4799204023                                        |
| 19   | 29 de mayo de 2013      | ISBN 978-4799204290                                        |
| 20   | 27 de julio de 2013     | ISBN 978-4799204542                                        |
| 21   | 5 de octubre de 2013    | ISBN 978-4799204979                                        |
| 22   | 21 de diciembre de 2013 | ISBN 978-4799205211                                        |
| 23   | 29 de marzo de 2014     | ISBN 978-4799205624                                        |
| 24   | 28 de junio de 2014     | ISBN 978-4799205990                                        |
| 25   | 25 de octubre de 2014   | ISBN 978-4799206485                                        |
| 26   | 25 de diciembre de 2014 | ISBN 978-4799206751                                        |
| 27   | 3 de marzo de 2015      | ISBN 978-4799207048                                        |
| 28   | 27 de agosto de 2015    | ISBN 978-4799207833                                        |
| 29   | 27 de abril de 2016     | ISBN 978-4799208922                                        |

### Spin-off

#### Freezing: First Chronicle
Un manga spin-off, llamado Freezing: First Chronicle (フリージング　ファーストクロニクル), ilustrado por Jae-Ho Yoon, comenzó su serialización en la edición de noviembre de 2011 de Cómic Valkyrie (publicada el 27 de septiembre de 2011), y tuvo cuatro capítulos hasta la edición de marzo de 2012 (publicada el 27 de enero de 2012). Una precuela de la serie original, la historia se centra en el primer año de Chiffon Fairchild y Ticy Phenyl en Genética del Oeste antes de convertirse en la presidenta del Consejo Estudiantil y la vicepresidenta, y también explica el origen del título de Chiffon, "El Monstruo Sonriente". First Chronicle fue luego publicado en un volumen tankōbon el 29 de febrero de 2012.

##### Lista de volúmenes
| Núm. | Fecha de publicación  | ISBN                   |
| ---- | --------------------- | ---------------------- |
| 1    | 29 de febrero de 2012 | ISBN 978-4-7992-0211-1 |

#### Freezing: Zero
Un segundo manga spin-off, llamado Freezing: Zero (フリージングZERO), ilustrado por Soo-Cheol Jeong, comenzó su serializacion en la edición de mayo de 2012 de Cómic Valkyrie (publicada el 27 de marzo de 2012). Como First Chronicle anteriormente, Zero es también una precuela de la serie original, cronológicamente mostrando las historias de trasfondo de muchas Pandoras antes de asistir a Genética. El primer volumen tankōbon de Zero, centrándose en el segundo año de Kazuha Aoi en Genética del Oeste junto con Yumi y Elize, fue publicado el 29 de agosto de 2012.
| Núm. | Fecha de publicación    | ISBN                   |
| ---- | ----------------------- | ---------------------- |
| 1    | 29 de agosto de 2012    | ISBN 978-4-7992-0304-0 |
| 2    | 27 de febrero de 2013   | ISBN 978-4-7992-0390-3 |
| 3    | 27 de junio de 2013     | ISBN 978-4799204429    |
| 4    | 29 de noviembre de 2013 | ISBN 978-4799205099    |
| 5    | 29 de marzo de 2014     | ISBN 978-4799205631    |
| 6    | 26 de julio de 2014     | ISBN 978-4799206126    |
| 7    | 25 de diciembre de 2014 | ISBN 978-4799206768    |

#### Freezing Pair Love Stories
Un tercer manga spin-off, llamado Freezing Pair Love Stories (フリージング　ペアラブストーリーズ), ilustrado por So-Hee Kim, comenzó su serializacion en la edición de abril de 2013 de Cómic Valkyrie.
| Núm. | Fecha de publicación     | ISBN                |
| ---- | ------------------------ | ------------------- |
| 1    | 27 de septiembre de 2013 | ISBN 978-4799204559 |
| 2    | 29 de noviembre de 2013  | ISBN 978-4799205105 |
| 3    | 29 de marzo de 2014      | ISBN 978-4799205655 |

### Anime
Una adaptación a anime producida por A.C.G.T fue emitida en AT-X entre el 8 de enero de 2011 y el 2 de abril de 2011. El show se emitió sin censura en AT-X con formato 4:3, mientras la emisión en Tokyo MX (la cual comenzó el 9 de enero de 2011) y otros canales fue con formato 16:9 de pantalla panorámica, siendo altamente censurada. Los episodios 11 y 12 fueron atrasados debido al terremoto y tsunami de Tōhoku de 2011. Seis volúmenes Blu-ray fueron publicados por Media Factory entre el 23 de marzo de 2011 y el 24 de agosto de 2011 cada uno conteniendo dos episodios y una OVA llamada ¡Eso va a Explotar! Latente Trouble♥Freezing (はじけちゃう!ドキドキトラブル♥フリージング Hajikechau! Dokidoki Toraburu♥Furījingu), y también otros materiales extra. Una segunda temporada del anime, titulada Freezing Vibration (フリージング ヴァイブレーション), se estrenó el 4 de octubre de 2013, con un video promocional siendo mostrado en la Anime Contents Expo de 2013 y el sitio oficial del show.
El tema de apertura es "Color" interpretado por MARiA, una versión de la canción que originalmente fue cantada por la Vocaloid Miku Hatsune, mientras el tema de cierre "Para Protegerte" (君を守りたい Kimi o Mamoritai) interpretado por Aika Kobayashi. Un único CD conteniendo las dos canciones fue publicado por Media Factory el 23 de febrero de 2011. Para la segunda temporada, el tema de apertura es "AVENGE WORLD" y el de cierre es "El Mundo que Abraza las Cicatrices" (世界は疵を抱きしめる Sekai wa Kizu o Dakishimeru), ambos interpretados por Konomi Suzuki.